# Malikieten
Het malikisme is binnen de soennitische islam een van de vier scholen (madhhabs) ten aanzien van de godsdienstige wet, de fiqh. Malik ibn Anas (716-795) uit Medina was de belangrijkste rechtsgeleerde van de malikitische rechtsschool. Hij werd onderwezen in fiqh door Ja'far al-Sadiq en wisselde met veel andere geleerden kennis uit.
Het malikisme is een meer traditionele stroming. De Koran en soenna zijn de eerste rechtsbronnen. Daarnaast wordt ook een beroep gedaan op het gewoonterecht, voornamelijk zoals het gangbaar was in Medina, amal ahl al-medina. Daarnaast aanvaardt het ook de billijkheid als een rechtsbron en houdt het rekening met het algemeen belang (istislah). Traditie en plaatselijke gewoonten staan bij deze rechtsschool dan ook hoog in het vaandel.
Een belangrijk boekwerk waarop het malikisme rust, is al-Muwatta, geschreven door Malik ibn Anas. Het is een van de eerste boeken over islamitisch recht. Verschillende juridische uitspraken werden hierbij gekoppeld aan de Ahadith van Mohammed.
Het malikisme wordt wereldwijd gevolgd door ongeveer 15% van de moslims. De drie andere scholen zijn shafisme, hanafisme en hanbalisme.
Het malikisme is dominant in West-Afrika en de Maghreb waaronder Marokko en Algerije. De Almohaden brachten het daar in de 11e eeuw. Verder zijn de malikieten ook dominant aanwezig in Bahrein, Koeweit, Zuid-Egypte en vroeger ook in Soedan. Verder vormen ze een minderheid in Saoedi-Arabië en de Verenigde Arabische Emiraten.
Het naast elkaar bestaan van vier verschillende scholen met betrekking tot de interpretatie van godsdienstige wetten binnen de soennitische islam moet niet als een schisma worden gezien. Er bestaat tussen de verschillende madhhabs weinig tot geen vijandigheid. Er is een kruisbestuiving van ideeën en debat dat er toe dient de leerstellingen van iedere school te verfijnen.
Het is niet ongewoon of verboden dat een individu een bepaalde school volgt, maar voor een bepaalde kwestie het standpunt van een andere school inneemt.